# Mali Mixkin
Mali Mixkin (en rus: Малый Мишкин) és un poble (un khútor) de l'óblast de Rostov, a Rússia, que en el cens del 2010 tenia 547 habitants, pertany al districte d'Aksai.